# Sächsische IV K
Als Sächsische IV K (sprich: vier K) bezeichneten die Königlich Sächsischen Staatseisenbahnen ab 1900 die vierachsigen Schmalspurdampflokomotiven der Bauart Günther-Meyer mit 750 mm Spurweite. Mit 96 Exemplaren handelt es sich bei der sächsischen IV K um die meistgebaute Schmalspur(dampf)lokomotive für eine Staatsbahn in Deutschland. Die Deutsche Reichsbahn ordnete die Lokomotiven 1925 der Baureihe 99.51–60 zu.

## Geschichte

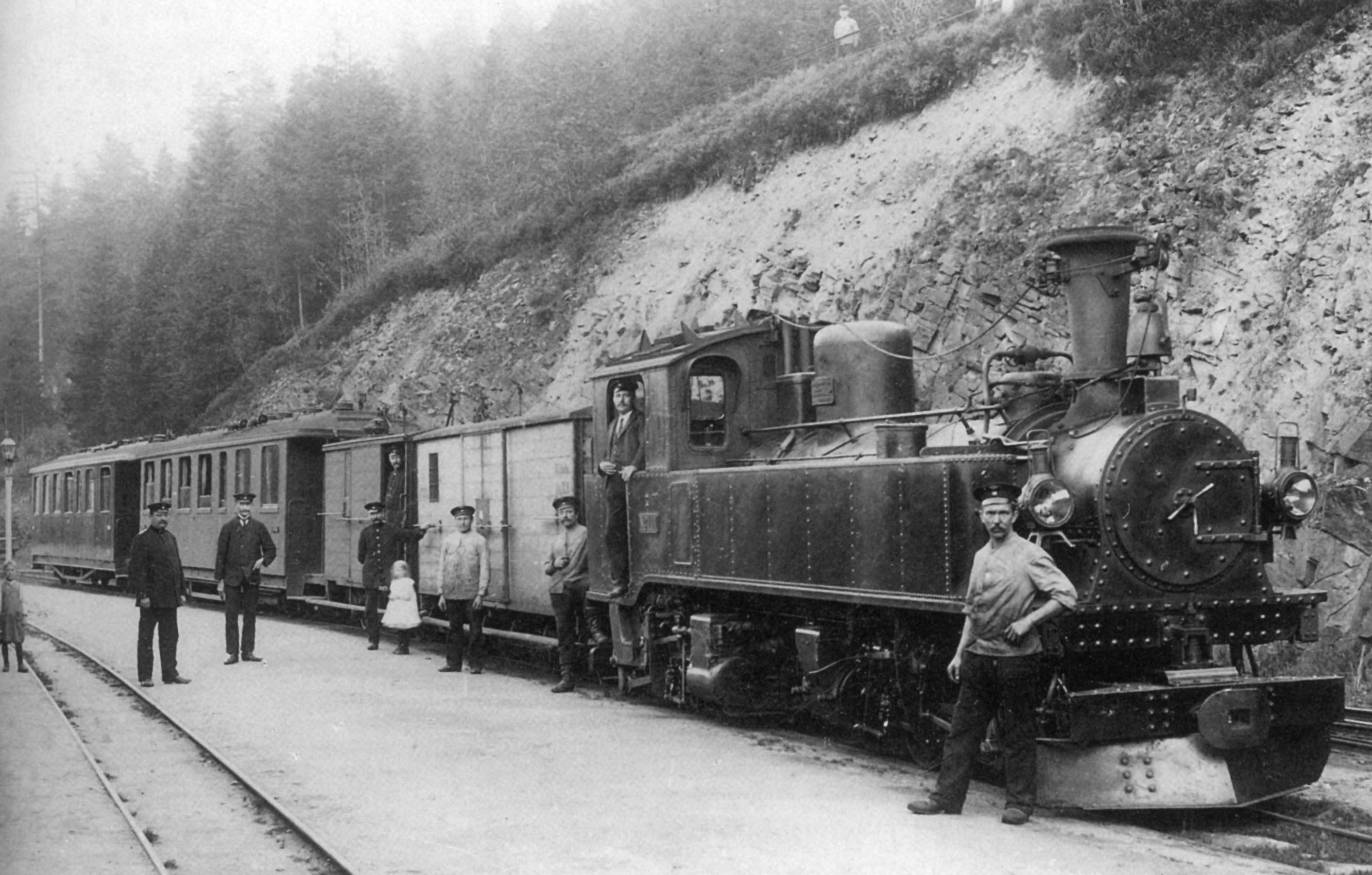
Nr. 111 vor einem Personenzug in Kipsdorf, Weißeritztalbahn (1909)

Infolge des stetig steigenden Verkehrsaufkommens auf den sächsischen Schmalspurbahnen gegen Ende des 19. Jahrhunderts reichte die Leistung der eingesetzten Lokomotiven der sächsischen Gattungen I K, II K und III K bald nicht mehr aus. Die Sächsische Maschinenfabrik entwickelte daraufhin eine Lokomotive mit vier angetriebenen Achsen, welche einen größeren Kessel und eine größere Reibungsmasse aufwies (basierend auf der 1890 entwickelten Sächsischen M I TV für Normalspur). Im Gegensatz zu den bisher eingesetzten Lokomotiven erhielten diese zwei Triebdrehgestelle, um trotz ihrer Länge ein Befahren krümmungsreicher Strecken zu ermöglichen. Zwischen 1892 und 1921 wurden insgesamt 96 Lokomotiven mit den Bahnnummern 103 bis 198 in Dienst gestellt. Dabei erhielten sie zunächst die Gattungsbezeichnung H M T K V, welche sie als Lok des Herstellers Hartmann (H) der Bauart Meyer (M) als Tenderlok (T) mit 750 mm Spurweite (K) und Verbundtriebwerk (V) kennzeichnete. Ab 1896 wurden sie als K IV und ab 1900 als IV K bezeichnet. Das „K“ steht für „Kleinspur“.
Die IV K wurden vor Personen-, Güter- und gemischten Zügen eingesetzt und bewährten sich so gut, dass sie auf fast allen Strecken die anderen Lokomotivgattungen (I K, II K und III K) ablösten.
Fünf Exemplare mussten nach dem Ersten Weltkrieg abgeschrieben werden. Eine dieser Lokomotiven war 1918 nach Serbien gekommen, wo sie nach Kriegsende verblieb; die vier anderen waren nach ihrem Einsatz für die Heeresfeldbahnen in Siebenbürgen geblieben, wovon drei im Zweiten Weltkrieg in ungarisches Eigentum gelangten. Alle im Ersten Weltkrieg im Baltikum auf dem Netz um Nowo Swenzjany sowie in Galizien eingesetzten IV-K-Lokomotiven (in Summe soll es sich um mehr als ein Dutzend Maschinen gehandelt haben) kehrten vor Kriegsende nach Sachsen zurück.
Die Deutsche Reichsbahn übernahm 1920 die 90 in Sachsen verbliebenen Maschinen. Mit der 1921 in Dienst gestellten 96. Lokomotive erhielten sie ab 1925 die Nummern 99 511–546, 551–558, 561–579 und 581–608.
Nach der Indienststellung der leistungsstarken Gattung VI K (DR-Baureihe 99.65–71) und der Einheitslokomotiven der DR-Baureihe 99.73–76 wurden in den 1930er Jahren die ältesten Lokomotiven entbehrlich. Bis 1939 wurden so insgesamt 18 Lokomotiven ausgemustert und verschrottet. Im Zweiten Weltkrieg gingen zudem zwölf Lokomotiven bei Kriegseinsätzen an der Ostfront verloren. Zwei Lokomotiven verblieben nach Kriegsende bei den Tschechoslowakischen Staatsbahnen (ČSD), vier weitere wurden von der sowjetischen Besatzungsmacht als Reparationsgut beschlagnahmt.

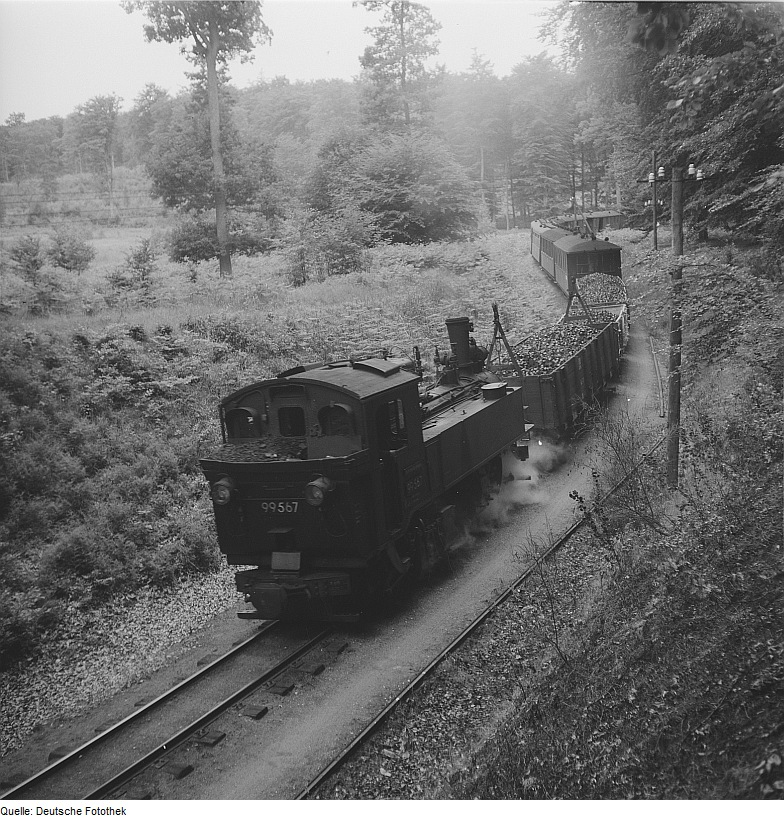
99 567 vor einem gemischten Zug auf der Strecke Putbus–Göhren auf der Insel Rügen (um 1960)

Im Bestand der DR verblieben 57 einsatzfähige Maschinen. Neun Lokomotiven kamen später zur ehemaligen Rügenschen Kleinbahn und zu den ehemaligen Prignitzer Kreiskleinbahnen, wo sie mit Knorr-Druckluftbremsen ausgerüstet wurden und in diesem Zusammenhang einen auffälligen Druckluftbehälter auf dem Kessel erhielten.
In den 1950er Jahren waren die meisten Maschinen am Ende ihrer Lebensdauer angekommen. Die Deutsche Reichsbahn plante, sie durch neue Diesellokomotiven der Baureihe V 36.48 zu ersetzen. Da die Versuche mit den zwei Baumustern jedoch keine zufriedenstellenden Ergebnisse lieferten, wurden in den Jahren 1962 bis 1967 insgesamt 30 Lokomotiven einer sukzessiven Großteilerneuerung unterzogen. Dabei erhielten die Lokomotiven zunächst nur neue Kessel, später auch neue Rahmen und Drehgestelle sowie Zylinder in Schweißkonstruktion. Neue Rahmen erhielten insgesamt 23 Maschinen. Äußerliche Merkmale der neubekesselten Lokomotiven sind der fehlende Sandbehälter auf dem Kesselscheitel und die oben abgeflachte Verkleidung des Dampfdomes. Viele Maschinen erhielten zu jener Zeit auch Scharfenbergkupplungen, Lichtmaschinen für die Zugbeleuchtung sowie die Einrichtungen für die Zugheizung. Die zusätzlichen Dampfverbraucher verminderten das Leistungsvermögen der Lokomotiven im Winter allerdings wesentlich.

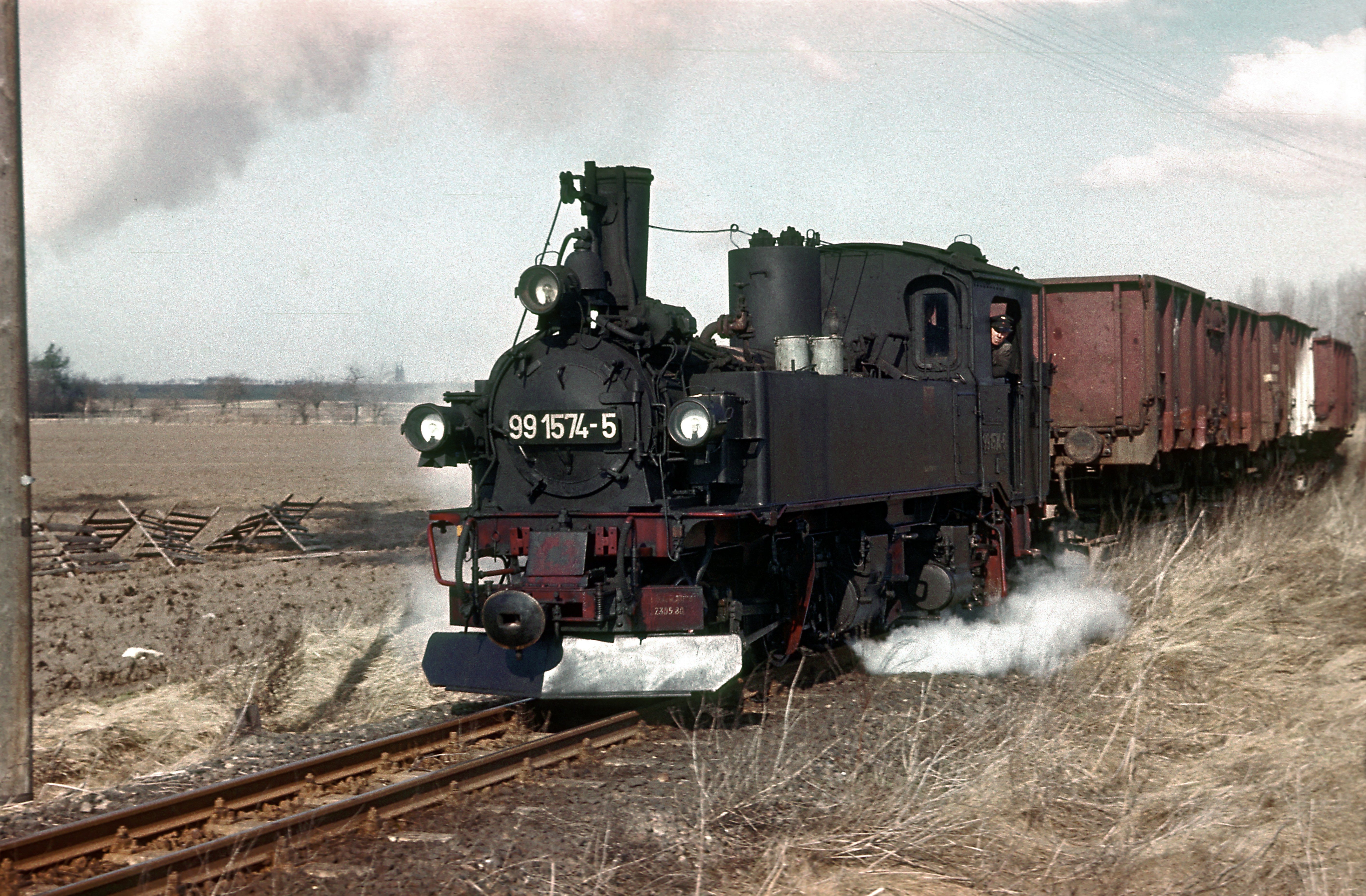
99 574 vor einem Güterzug bei Naundorf auf der Strecke Oschatz–Mügeln. Die Dampfheizeinrichtung an der Lokomotive ist abgebaut, der Zug wird mit Heberleinbremse gebremst. (1982)

Im Jahr 1973 schieden die letzten nichterneuerten Lokomotiven aus dem Betriebsdienst aus. Die noch weitestgehend originalen Lokomotiven 99 535 (Verkehrsmuseum Dresden), 99 579 (Museum Rittersgrün), 99 581 (in Kirchberg geplantes Museum) und 99 604 (DGEG, heute SSB Radebeul) wurden für eine museale Erhaltung sichergestellt. Die 99 581 wurde im Juni 1983 in Kirchberg verschrottet, nachdem dort der Aufbau eines Museums gescheitert war.
Die Ausmusterung der generalreparierten und großteilerneuerten Lokomotiven begann Anfang der 1970er Jahre beginnend mit den Lokomotiven, die noch ihren originalen, genieteten Rahmen besaßen.
Mitte 1991 befanden sich noch 13 Lokomotiven im Betriebsbestand der Deutschen Reichsbahn. Im Zuge der Einführung des Betriebsnummernsystems der Deutschen Bundesbahn (DB) erhielten diese Lokomotiven ab dem 1. Januar 1992 formal die neuen Betriebsnummern 099 701 bis 713. Zwei Lokomotiven wurden jedoch bereits im November 1991 an die Interessengemeinschaft Preßnitztalbahn verkauft, und die 99 562 war schadhaft abgestellt. Lediglich zehn Lokomotiven bekamen die neuen Betriebsnummern noch tatsächlich angeschrieben. Die Traditionslokomotive 99 539 trug die Betriebsnummer 099 701 jedoch nur zu den seltenen Sondereinsätzen im Planverkehr.
In den Jahren 1992 und 1993 schieden die meisten Lokomotiven durch den Verkauf an die Döllnitzbahn sowie verschiedene Museumsbahnvereine aus dem Betriebsbestand der DR aus. Einige Lokomotiven gelangten am 1. Januar 1994 noch zur Deutschen Bahn AG. Ein planmäßiger Einsatz der Lokomotiven erfolgte zu diesem Zeitpunkt jedoch nicht mehr.

## Einsatz
Die IV K kamen im Laufe der Zeit auf allen sächsischen Schmalspurstrecken zum Einsatz. Noch in den 1980er Jahren bewältigten sie das gesamte Verkehrsaufkommen auf den Strecken Wolkenstein–Jöhstadt und Oschatz–Mügeln–Kemmlitz. Auf letzterer beförderten sie bis in die frühen 1990er Jahre die schweren Kaolinzüge aus dem Kemmlitzer Tagebau, wobei das Gestein in offene Regelspurwagen geladen wurde, die bis Oschatz auf schmalspurigen Rollwagen standen.
Im Ersten Weltkrieg waren einige Lokomotiven auch für die Heeresfeldbahnen im Einsatz, so die 132 (spätere 99 539) mit etwa einem Dutzend weiterer IV K bei der Ersten Gesellschaft für Zufuhrbahnen in Nowo Swenzjany im heutigen Litauen.
Ab den 1950er Jahren wurden einige Lokomotiven auch im Prignitzer Netz und auf den Rügenschen Schmalspurbahnen eingesetzt.
Die 1945 in der wiedergegründeten Tschechoslowakei verbliebene 99 554 fuhr zunächst auf den Schmalspurbahnen Jindřichův Hradec–Obrataň und Jindřichův Hradec–Nová Bystřice in Südböhmen, bis sie im Jahr 1951 an die Zementfabrik in Králův Dvůr verkauft wurde. Bis zu ihrer Abstellung im Jahr 1956 lief sie auf der Industriebahn Králův Dvůr–Koněprusy.
Heute setzt nur noch die SDG eine Lokomotive im Regelverkehr ein. Sie kommt auf der Weißeritztalbahn zeitweise planmäßig vor Reisezügen zum Einsatz.

## Erhaltene Lokomotiven
Insgesamt 22 Lokomotiven der früheren sächsischen Gattung IV K sind erhalten. Neben den Museumsbahnvereinen halten auch die Sächsische Dampfeisenbahngesellschaft (SDG) sowie die Döllnitzbahn (DBG) einige Lokomotiven weiterhin für Regeleinsätze betriebsfähig vor.
| sä. Nr. | DR-Nr. | Bild | Eigentümer                                            | Standort          | Anmerkungen                                                                     |
| ------- | ------ | ---- | ----------------------------------------------------- | ----------------- | ------------------------------------------------------------------------------- |
| 108     | 99 516 |      | Museumsbahn Schönheide e. V.                          | Schönheide        | betriebsfähige Museumslokomotive im Zustand der 1970er Jahre                    |
| 127     | 99 534 |      | Stadt Geyer                                           | Geyer             | Denkmallokomotive auf dem Areal des früheren Bahnhofes Geyer                    |
| 128     | 99 535 |      | Verkehrsmuseum Dresden                                | Dresden           | Exponat der Dauerausstellung im Johanneum                                       |
| 132     | 99 539 |      | Traditionsbahn Radebeul                               | Radeburg          | betriebsfähige Museumslokomotive, äußerlich in Lieferzustand zurückversetzt.    |
| 135     | 99 542 |      | IG Preßnitztalbahn                                    | Jöhstadt          | betriebsfähige Museumslokomotive im Zustand der 1970er Jahre                    |
| 145     | 99 555 |      | Interessenverband der Zittauer Schmalspurbahnen e. V. | Zittau            | betriebsfähig, gelegentlicher Einsatz vor den Zeitreisezügen der SOEG           |
| 151     | 99 561 |      | Döllnitzbahn                                          | Mügeln            | abgestellt                                                                      |
| 152     | 99 562 |      | Deutsches Dampflokomotiv-Museum                       | Neuenmarkt        | Museumsexponat                                                                  |
| 154     | 99 564 |      | Sächsische Dampfeisenbahngesellschaft                 |                   | Betriebsbestand, abgestellt                                                     |
| 156     | 99 566 |      | Sächsisches Eisenbahnmuseum (SEM)                     | Chemnitz          | Museumsexponat                                                                  |
| 158     | 99 568 |      | IG Preßnitztalbahn                                    | Jöhstadt          | betriebsfähige Museumslokomotive im Zustand der 1970er Jahre                    |
| 164     | 99 574 |      | Döllnitzbahn                                          | Mügeln            | abgestellt                                                                      |
| 169     | 99 579 |      | Schmalspurbahnmuseum Rittersgrün                      | Rittersgrün       | Museumsexponat                                                                  |
| 171     | 99 582 |      | Museumsbahn Schönheide                                | Schönheide        | betriebsfähige Museumslokomotive                                                |
| 173     | 99 584 |      | Döllnitzbahn                                          | Mügeln            | Einsatzbestand, betriebsfähig                                                   |
| 175     | 99 585 |      | Museumsbahn Schönheide                                | Lohsdorf          | Dauerleihgabe an Schwarzbachbahn e. V., betriebsfähig                           |
| 176     | 99 586 |      | Traditionsbahn Radebeul                               | Radebeul          | betriebsfähige Museumslokomotive, äußerlich in Lieferzustand zurückversetzt.    |
| 180     | 99 590 |      | IG Preßnitztalbahn                                    | Jöhstadt          | betriebsfähige Museumslokomotive                                                |
| 184     | 99 594 |      | IG Preßnitztalbahn                                    | Jöhstadt          | betriebsfähige Museumslokomotive                                                |
| 194     | 99 604 |      | Stiftung Sächsische Schmalspurbahnen                  | Radebeul          | Museumsexponat im letzten Einsatzzustand                                        |
| 196     | 99 606 |      | Stiftung Sächsische Schmalspurbahnen                  | Radebeul          | Museumsexponat, in den Zustand der 1960er Jahre rückversetzt.                   |
| 198     | 99 608 |      | Sächsische Dampfeisenbahngesellschaft                 | Freital-Hainsberg | Betriebsbestand, gelegentlicher Einsatz vor Regelzügen auf der Weißeritztalbahn |